# Слободенюк, Иван Лукьянович
Иван Лукьянович Слободенюк (25 апреля 1923, Долотецкое, Киевская губерния — 29 сентября 1943, Верхнеднепровский район, Днепропетровская область) — гвардии старший лейтенант Рабоче-крестьянской Красной армии, участник Великой Отечественной войны, Герой Советского Союза (1943).

## Биография
Родился 25 апреля 1923 года в селе Долотецкое (ныне — Погребищенский район Винницкой области Украины).
Окончил девять классов Макеевской школы № 23 (ныне МОШ № 24). В июне 1941 года был призван на службу в Рабоче-крестьянскую Красную армию. В 1942 году он окончил Киевское артиллерийское училище. С августа того же года — на фронтах Великой Отечественной войны.
К сентябрю 1943 года гвардии старший лейтенант Иван Слободенюк командовал взводом управления батареи 65-го гвардейского артиллерийского полка 36-й гвардейской стрелковой дивизии 57-й армии Степного фронта. Отличился во время битвы за Днепр. В ночь с 25 на 26 сентября 1943 года взвод Слободенюка одним из первых переправился через Днепр в районе села Паньковка Верхнеднепровского района Днепропетровской области Украинской ССР и принял активное участие в боях за захват и удержание плацдарма на его западном берегу, четыре дня отражая немецкие контратаки. В тех боях батарея, в которой находился взвод Слободенюка, уничтожила 2 танка, 4 артиллерийских орудия, 7 пулемётов и большое количество солдат и офицеров противника. 28 сентября 1943 года Слободенюк получил тяжёлое ранение, от которого умер на следующий день. Похоронен в братской могиле в селе Радсело Петриковского района Днепропетровской области.
Указом Президиума Верховного Совета СССР от 20 декабря 1943 года за «образцовое выполнение заданий командования, мужество и героизм, проявленные при форсировании Днепра и в боях на плацдарме», гвардии старший лейтенант Иван Слободенюк посмертно был удостоен высокого звания Героя Советского Союза. Также был награждён орденом Ленина и медалью.
В честь Слободенюка названа улица в Радсело.